# ليان هيجينس
ليان هيجينس (بالإنجليزية: Liam Higgins)‏ (27 سبتمبر 1993 بلور هوت في نيوزيلندا - ) هو لاعب كرة قدم نيوزلندي في مركز الدفاع. شارك مع منتخب نيوزيلندا تحت 20 سنة لكرة القدم ومنتخب نيوزيلندا الأولمبي لكرة القدم ومنتخب نيوزيلندا لكرة القدم. أما مع النوادي، فقد لعب مع تيم ويلينغتون وManawatu United ‏ وWaiBOP United ‏ وGreater Dandenong FC ‏.